# Rab
Rab je otok na istočnoj strani Jadranskog mora, u Republici Hrvatskoj. Nalazi se južnije od otoka Krka, te istočnije od otoka Cresa.
Administrativno otok pripada Primorsko-goranskoj županiji.

## Povijest
Rab se prvi put spominje u putopisu grčkog geografa Pseudo-Skilaka koji otoke Rab i Pag spominje pod zajedničkim imenom “Mentorides”.
Jedan od najpoznatijih Rabljana je sveti Marin, osnivač državice San Marino.

## Zemljopis
Otok Rab sa susjednim otočićima čini rapsku otočnu skupinu koja se, smještena na kvarnerskom prostoru, nalazi na izuzetno povoljnom geografsko-prometnom i geografsko-turističkom položaju u odnosu na europsko i domaće turističko tržište.
Otok Rab se pruža u smjeru sjeverozapad-jugoistok, paralelno s kopnom podvelebitskog primorja.
Za otok su specifičane geomorfološke karakteristike koje čine grebeni i udoline koje se pružaju smjerom SZ-JI.
Najveća zračna dužina otoka Raba, od rta Gavranić do rta Sorinj, iznosi 22 km. Zahvaljujući svom nepravilnom obliku, širina je otoka različita. Tako je najuži na južnom dijelu od rta Krkland do zaseoka Perčinić u Barbatu 3 km, dok je najširi, i to 10 km, u svom sjevernom dijelu od rta Šilp u Loparu do rta Kristofor na sjeverozapadu otoka.
Povoljne mikroklimatske prilike karakterizira srednja godišnja temperatura od 14,9 °C te godišnja količina oborina od 1108,8 mm, što je karakteristika prijelazne klime između sredozemne i kontinentalne.
Prosječno godišnje trajanje sunca na otoku Rabu je 2417 sati.
Uz bogatstvo flore, na Rabu susrećamo i raznolik životinjski svijet, kako na kopnu, tako i u moru.
Na sjeverozapadnom dijelu otoka, uz duboku uvalu, smjestilo se naselje Supetarska Draga. Ime sela izvedeno je iz naziva samostana sv. Petra u Drazi. U sredini prostrane plodne doline 1059. godine osnovana je benediktinska opatija sv. Petra u Drazi.
Barbat, najjužnije selo otoka, proteže se morskim pojasom duž Barbatskog kanala. Sudeći prema ostacima nekadašnjih građevina, na ovom su području postojala vrlo stara naselja. Na uzvišenju sv. Damijan vide se ostaci stare gradine i crkvice sv. Damijana, koja se spominje u XIV. stoljeću. Ove ruševine potječu još iz doba grčkih naseobina i vrlo je vjerojatno da se radilo o grčkoj vojnoj koloniji osnovanoj u IV. stoljeća prije Krista. Pretpostavlja se da bi ruševine na brdu sv. Damijan mogle biti ostaci antičkog grada Ptolomejeve Kolente. U podnožju brda, kod zaselka Perčinić, za vrijeme oseke u moru se primjećuju ostaci zidina grada što su ga osnovali bjegunci sklanjajući se na Rab u bijegu pred Atilom.
Pri kraju uvale Eufemija, na maloj uzvisini uz more, smješten je samostan sv. Eufemije. Crkvica sv. Eufemije spominje se već u XIII. stoljeću i prema njoj je samostan dobio ime. U samostanu se čuva i jedna od najbogatijih starih knjižnica. U Kronici samostana bilježeni su svi važniji događaji u životu otoka Raba u posljednjih sedam stoljeća.

## Stanovništvo
Za razliku od ostalih kvarnerskih otoka, koje karakterizira relativno veliki broj naselja, otok Rab ima relativno mali broj naselja. Na otoku ih ima 8: Banjol, Barbat na Rabu, Kampor, Lopar, Mundanije, Palit, Rab i Supetarska Draga.
Izuzimajući Mundanije sva su ostala rapska naselja locirana u blizini mora. Zbog toga se tretiraju kao turistička naselja.
Na položaj naselja u rapskoj općini utjecali su klima i sastav podloge. Sva su rapska naselja nastala u prostorima zaštićenim od bure. Taj je utjecaj toliko velik tako da su sva naselja okrenuta na jugozapad.
Veoma značajna karakteristika naselja na otoku Rabu jest to da su vezana uz flišne zone što ukazuje na veliku ulogu poljoprivrednog iskorištavanja u prošlosti.
Rab je među onim malobrojnim jadranskim otocima koji ne bilježe pad broja stanovnika. Štoviše, broj stanovnika stalno se povećava. No ipak, broj stanovnika oscilira prema godišnjem dobu. Tijekom ljeta broj raste dok zimi pada zbog sezonskog rada i oslanjanja na turizam sezonskog tipa.
Nagli turistički razvitak iz korijena je promijenio način života, tako da sada gotovo sve stanovništvo otoka posredno ili neposredno živi od turizma.

## Gospodarstvo
Prirodno bogatstvo, bogata prošlost i kulturno-povijesno naslijeđe osnove su turističke djelatnosti, koja je glavna gospodarska grana sa stoljetnom tradicijom.
Razvojem turizma, na otoku je smanjen udio poljoprivrednog stanovništva, a povećan udio aktivnog stanovništva u tercijarnim djelatnostima. Nove mogućnosti zapošljavanja u tercijarnim djelatnostima, te dopunske zarade od kućne radinosti koje je omogućio turizam zadržale su ljude na otoku. Zbog toga Rab spada među rijetke otoke na kojima od polovice 19. stoljeća broj stanovnika ne opada.

## Šumska vegetacija otoka Raba
Čak 40 % površine otoka Raba je pokriveno šumom. Na Rabu se nalazi najveći nasad hrasta crnike (Quercus ilex L.) na Jadranu. Makija i druge vrste zelenila, također, zauzimaju ukupno više od 40 % ukupne površine otoka Raba.

Najznačajnija šuma na Rabu je Kalifront. Površina joj je 1267 ha, od čega su 1161 ha gospodarske šume, dok 106 ha otpada na šumu Dundo koja je od 1949. godine pod stalnom zaštitom države, a danas je u kategoriji posebnog rezervata šumske vegetacije.

Jedna je od rijetkih očuvanih šuma hrasta crnike na Mediteranu. Prostire se od uzvisine Dundo (84 m nad morem), udaljene 5 km od mjesta Raba, te pada prema zapadu do uvale Sv. Kristofor.

U njoj su zabilježene sljedeće zajednice:
 
- Fraxino orni-Quercetum ilicis tipicum (Horvatić 1958.)...tipična šuma hrasta crnike
 
- Fraxino orni-Quercetum ilicis ericetosum (Rauš 1974.)...šuma hrasta crnike s velikim vrijesom
 
Facijes: Quercus pubescens...šuma hrsta crnike s velikim vrijesom i meduncem

Kao najčešća pionirska vrsta dolazi alepski bor (Pinus halepensis), u manjoj brojnosti javlja se crni bor (Pinus nigra), najviše na području poluotoka Lopar gdje danas nalazimo velike komplekse crnog bora.
 
U manjoj količini dolazi i primorski bor (Pinus pinaster), te u malim grupicama ili kao 
pojedinačno stablo pinija (Pinus pinea).

Osim posebnog rezervata šumske vegetacije-šume Dundo, nalaze se još neka područja pod kategorijom zaštite.
 
Park-šuma Komrčar proglašena je zaštićenom 1965. godine. Površina parka iznosi 10 ha koji se nadovezuje neposredno na stari grad Rab. Područje na kojem se danas nalazi park nekad je bilo pusto pašnjačko polje, koje je 1890. godine počeo pošumljavati rapski nadšumar Pravdoje Belija. Osim borova, vrlo brzo uvodi i autohtonu vegetaciju. Tako se danas na području parka nalaze sve vrste karakteristične za vegetaciju otoka Raba, uz pokoju unesenu vrstu četinjača i listača. Park šuma Komrčar uređena je brojnim stazama i ima veliko rekreacijsko i turističko značenje za otok, stoga je neophodna njena zaštita i revitalizacija.

Značajni krajobraz sjeveroistočni dio poluotoka Lopar proglašen je zaštićenim 1969. godine. Granice zaštićenog područja su od hridi Kaštelina kraj uvale Crnika do plićine Vela sika na sjeverozapadu poluotoka. Površina zaštićenog područja iznosi 100 ha. Posebnost ovog područja je u neuobičajenoj morfologiji, a uzrok tome je sastav stijena od kojih je građen (lapori i pješčenjaci).

## Znamenitosti
Izvan gradskih zidina nalaze se iduće znamenitosti.
Franjevački samostan svete Eufemije smješten je u dnu najdublje i najslikovitije rapske uvale, te je nenadmašno uklopljen u prirodni okoliš. Crkvica posvećena svetoj Eufemiji koja se prvi put spominje u 13. st. zacijelo je još ranokršćanske osnove. Samostanski sklop sastoji se od Crkve svete Eufemije, Crkve svetog Bernardina, Gospine kapele, Kapele svetog Križa, klaustra, knjižnice i refektorija (blagovališta). Pročelja su skromno urešena jednostavnim pravokutnim prozorima i vratima. Provincijalni vikar iz Zadra fra Nikola Puliksan s papinim dopuštenjem odlučio je podići novi franjevački samostan. Sačuvala se pisana isprava na pergamentu iz godine 1446., tj. povelja o zasnivanju samostana čiji je osnivač bio rapski plemić Petar Car (Zaro). Na toj povelji prvi put se navodi ime otoka i grada uz latinski i hrvatski oblik. Ispravu je 9. siječnja sastavio notar Nikola Depretto iz Pirana, a ovjeren je pečatima rapske općine, suda i biskupa. Do današnjih dana preživjela je i druga isprava, u kamenu ploču uklesani natpis u kojem se navodi ista godina gradnje i donatori rapskih opservanata. Taj natpis je danas uzidan u istočni zid klaustra, dok mu je izvorno mjesto bilo iznad ulaznih vrata samostana. Osnova samostana je naravno spomenuta Crkva sv. Eufemije, jednostavna jednobrodna građevina. U znak posebnog štivanja sv. Bernardina Sijenskog gradi se nova crkva njemu posvećena, u samostanskom sklopu. Ugovor za gradnju sklapa Petar Car sa zadarskim majstorom Jurjem Dimitrovim koji radi u samostanu od 1448. do 1452. godine. Crkva je jednobrodna redovnička građevina pravokutna tlocrta sa svetištem kvadratnog tlocrta, a koje je presvođeno križnorebrastim svodom, a od crkve odvojeno gotičkim trijumfalnim lukom. Izvorno je bilo proviđeno jednim šiljastim gotičkim prozorom na sjevernoj strani, kojeg je zamijenio veliki barokni prozor u obliku polumjeseca u drugoj polovini 17. st. Naos crkve izvorno je bio prekriven tipičnim kasnogotičkim otvorenim oslikanim drvenim krovištem ("na brodsku kolibicu"). Gotički jednostavni prozori su zazidani, a na njihovom mjestu otvorene nove barokne mezzalune. Godine 1669. splitski slikar Napoli oslikao je postavljeni novi stropni tabulat. Naslikano je 27 prizora iz života sv. Frane i ostalih značajnih franjevačkih svetaca. U središnjoj slici s prikazom Bogorodice, sv. Kristofora i sv. Bernardina nalazi se nastpis. Uz bočna ulazna vrata iz klaustra na južnom crkvenom zidu nalazi se natpis o posveti crkve iz 1466. godine koji navodi pet dalmatinskih pastira (biskupa) kao njezinih posvetitelja. Na glavnom oltaru u crkvenom svetištu je vrijedan poliptih mletačkih slikara braće Antonia i Bartolomea Vivarini naslikan 1458. godine. Pozlaćeni drveni okvir izradio je drvorezbar Franciscus. Na poliptihu u donjem tijelu naslikani su likovi sv. Bernardina u sredini, sv. Frane i sv. Petra lijevo te sv. Kristofora i sv. Ante Padovanskog desno. U gornjoj zoni su polulikovi Bogorodice s malim Kristom u središtu, sv. Ivana Krstitelja i sv. Jerolima lijevo te sv. Eufemije i sv. Ljudevita Kralja desno. Samostanski sklop čuva još umjetnina. Među njima su dvije slike u tehnici tempere na drvu s prikazima sv. Pavla i sv. Kristofora iz 15. st. Drveno obojeno raspelo u Kapeli svetog Križa odiše dramatičnom kasnogotičkom ekspresivnošću iako je renesansnog oblikovanja. Na prijelazu iz 15. u 16. st. prigrađena je sa sjeverne strane crkve uz zapadno pročelje zavjetna kapela obitelji Chimalarcha iz Venecije, o čemu svjedoči nastup na istočnom zidu iz 1506. Zavjet samog donatora Andrije koji je izvršila njegova sestra označen je darom samostanu bizantske ikone Bogorodice iz druge polovine 15. st. koja se sada nalazi u nadgrađu drvenoga baroknog oltara. U istočni zid klaustra uzidani su kameni fragmenti rimskih natpisa, predromaničke pleterne plastike nekadašnjeg crkvenog namještaja itd. Od triju nadgrobnih ploča također tu uzidanih izdvaja se središnja, koja upućuje na majstora Petra Trogiranina. Ploča pripada grobu mletačkog trgovca Andrije Chimalarche u Gospinoj kapeli. U nasuprotnom kutu ovoga trijema nalazi se zanimljiv sarkofag iz 15. st. s trima u visokom reljefu klesanim likovima Bogorodice s Kristom u naručju, sv. Frane i sv. Ljudevita Kralja, pod gotičkim lukovima. Na kutovima su dva krilata anđela u dugačkim haljinama koji se nagnuti pridržavaju platnenim trakama ovijenima uokolo stupića gotičke arkature. Stranica s višebojnim inicijalom S u Velikom psaltiru iz druge je polovine 15. st.,a krije ju samostanski sklop. Zavjetni križ utemeljitelja samostana Petra Cara s prikazom stigmatizacije sv. Frane vrhunski je rad mletačkog zlatarstva polovine 15. st. Oltarna pala u tehnici ulja na platnu s prikazom istog prizora pripisana je mletačkom baroknom slikaru A. Grapinelliju. U prizemlju zapadnoga krila smještene su samostanska knjižnica i pismohrana. Knjižnica posjeduje nešto više od 7 000 jedinica, među kojima ima značajnih i raritetnih primjera kao što su npr. četiri korala koje je oslikao fra Bernardin Rabljanin na početku 16. st., zbirka od 34 inkunabule, zakonik grada Raba iz 1598. itd. Velika kamporska kronika fra Odorika Badurine pisana je tijekom više od 20 godina i danas je neiscrpno vrelo podataka iz svih segmenata otočne povijesti.
Mnoštvo arheoloških artefakata krije poluotok Kaštelina u Kamporu, odvojen pretpovijesnim zemljanim nasipom s kontinuitetom još od kasne antike. Masivni perimetralni zidovi graditeljskog sklopa na gotovo cijeloj površini poluotoka s naznakom kutnih kula, ostaci cisterni, niz mozaičkih kockica te vjerojatno postojanje sakralne građevine potkrjepljuju pretpostavku da je na ovom mjestu bila ranobizantska utvrda. To potvrđuje i njena ubikacija naspram istovrsnih građevina na Cresu i Krku. Može se naslutiti postojanje slične građevine i na Punti Zidine u Loparu. Crkva svetog Stjepana u Barbatu nalazi se gdje je bio benediktinski samostan iz 11. st., a koji je tu sagrađen na ranokršćanskoj osnovi nekog sklopa iz 5. ili 6. st. Čuvaju se veliki sarkofag s križem na čeonoj stranici uz još manje značajnih sporadičnih arheoloških nalaza i predmeta, te oslikano raspelo iz 15. st. Oltarna pala na glavnom oltaru s kraja 19. st. prikazuje Bogorodicu s Kristom u krilu i svecima. U Mundamijama se nalaze Župna crkva sv. Ilije i Kapela sv. Matije s topičkim kontinuitetom starijih bogomolja. U Banjolu je nova Crkva sv. Lucije, a u Loparu uz Župnu crkvu sv. Ivana Krstitelja i Crkva Rođenja Blažene Djevice Marije. Nedavno je obnovljena, a spominje se još u 14. st. U njoj je zbirka zavjetnih darova etnografske naravi jedinstvenoga otočnog običaja. Crkva čuva višebojni reljef s prikazom sv. Ane i Bogorodice, rustičan kasnoromanički rad iz 14. st.
Po otočnim dragama, kosama i brježuljcima niz je ostataka srednjovjekovnih crkava, crkvica i kapelica. To su npr. ona iznad uvale Gožinka (ranokršćanska), sv. Maura u Ogradama, sv. Margarite (spomenuta 1472.) u istoimenoj uvali, sv. Lucije u Banjolu (spomenuta 1343.), sv. Jurja na otočiću pred rapskom lukom, sv. Kristofora u istoimenoj uvali, ona na rtu poluotoka Frkanj, sv. Danijela na visoravni Fruga, sv. Jelene i sv. Pavla uz još neke na području Kalifronta, sv. Nikole na rtu Sorinju u Loparu, one na otočiću Lukovac, sv. Magdalene u Banjolu, sv. Anastazije itd.

## Poznati Rabljani
Ivan Krstitelj Rabljanin (Rab, oko 1470. - Dubrovnik, 1540.), znameniti hrvatski ljevač bronce, tehnolog i umjetnik.
Sveti Marin (? – 366.), osnovao je 301. godine republiku San Marino.
Markantun de Dominis (Rab, 1560. - Rim, 1624.), hrvatski isusovac, matematičar, fizičar i filozof.

## Galerija
- Obala kod Supetarske Drage.
- Šuma kalifront.
- Plaža Ciganka u Loparu.
- Trajekt na otoku Rabu.
- Zalazak Sunca u Supetarskoj Drazi.

## Vanjske poveznice
- Grad Rab
- Turistička zajednica otoka Raba  Arhivirana inačica izvorne stranice od 8. lipnja 2001. (Wayback Machine)
- Panorama s Velebita na otoke Rab, Pag, Goli, Sveti Grgur, Prvić, Krk  Arhivirana inačica izvorne stranice od 5. ožujka 2016. (Wayback Machine)
- Udruga rapskih samostreličara  Arhivirana inačica izvorne stranice od 26. prosinca 2014. (Wayback Machine)
- Karta otoka Raba